# 빌 오언스
빌 오언스(영어: Bill Owens, 1952년 10월 22일 ~ )는 미국의 정치인으로 1999년부터 2007년까지 콜로라도주의 주지사를 역임하였다. 오언스는 2002년에 재선될 때 콜로라도 주지사 역사상 가장 큰 표차로 당선되었으며, 교통, 교육, 세금 정책에 대해 높은 인기를 누렸다.

## 역대 선거 결과
| 선거명      | 직책명                         | 대수 | 정당   | 득표율   | 득표수    | 결과 | 당락                     |
| ----------- | ------------------------------ | ---- | ------ | -------- | --------- | ---- | ------------------------ |
| 1982년 선거 | 하원의원 (콜로라도 제49선거구) | 54대 | 공화당 | 68.21%   | 10,096표  | 1위  | 콜로라도 주의원 당선     |
| 1984년 선거 | 하원의원 (콜로라도 제49선거구) | 55대 | 공화당 | 73.29%   | 17,935표  | 1위  | 콜로라도 주의원 당선     |
| 1986년 선거 | 하원의원 (콜로라도 제49선거구) | 56대 | 공화당 | 61.08%   | 12,260표  | 1위  | 콜로라도 주의원 당선     |
| 1988년 선거 | 상원의원 (콜로라도 제27부)     | 57대 | 공화당 | 70.46%   | 38,408표  | 1위  | 콜로라도 주의원 당선     |
| 1992년 선거 | 상원의원 (콜로라도 제27부)     | 59대 | 공화당 | 단독후보 | 무표      | 1위  | 콜로라도 주의원 당선     |
| 1994년 선거 | 콜로라도 재무장관              | 51대 | 공화당 | 59.23%   | 626,054표 | 1위  | 콜로라도주 재무장관 당선 |
| 1998년 선거 | 콜로라도주의 주지사            | 40대 | 공화당 | 49.06%   | 648,202표 | 1위  | 콜로라도 주지사 당선     |
| 2002년 선거 | 콜로라도주의 주지사            | 40대 | 공화당 | 62.62%   | 884,583표 | 1위  | 콜로라도 주지사 당선     |